# René Levrel

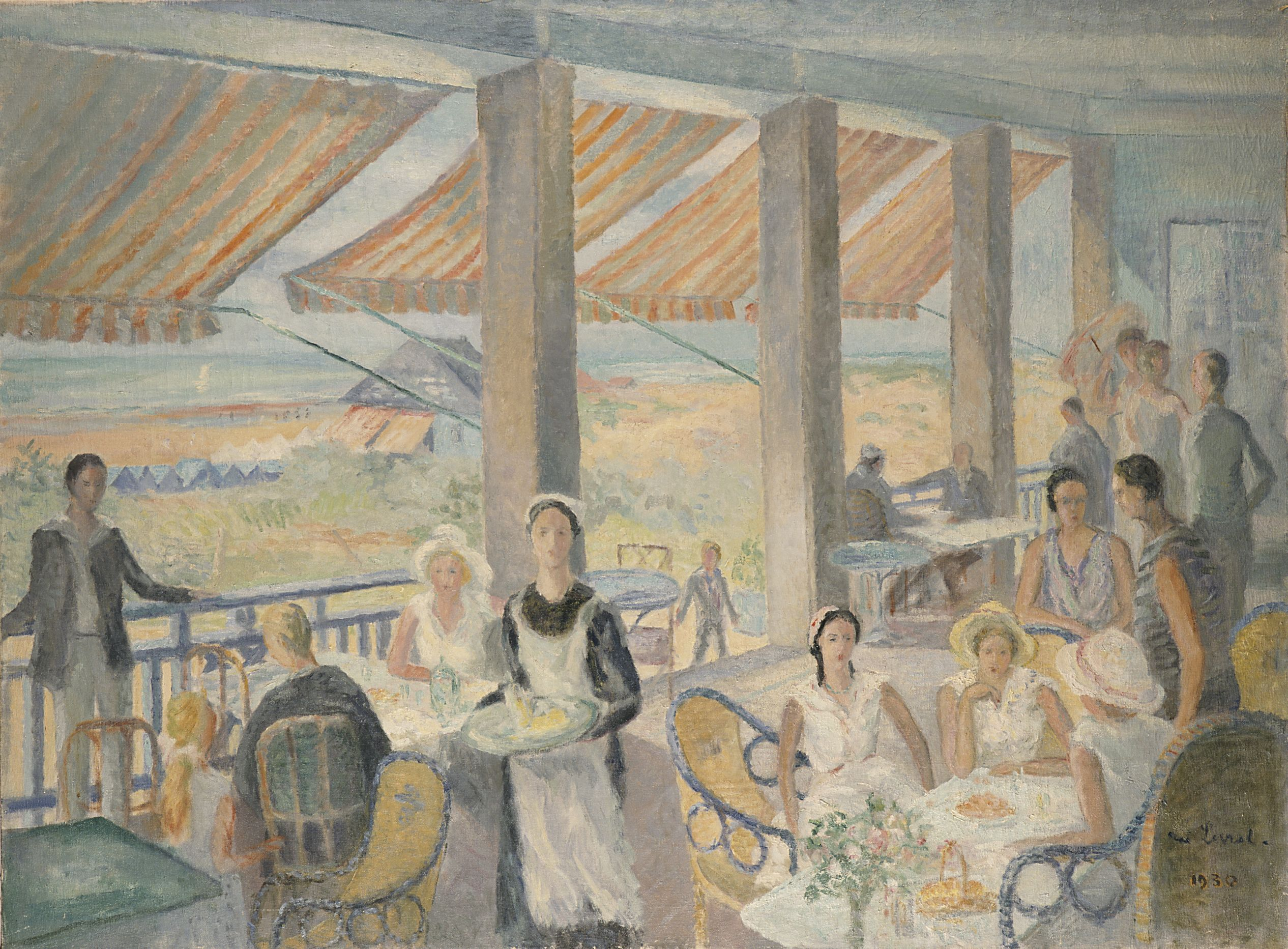
tableau Hôtel de la plage à Saint-Jean de monts

René Levrel est un peintre, graveur et lithographe français né à Nantes (Loire-Inférieure) le 12 mars 1900 et mort à Pruillé-l'Éguillé (Sarthe) le 13 août 1981.

## Biographie
René Levrel est inscrit à l'École des beaux-arts de Nantes dès 1916. Il découvre les œuvres de Gustave Courbet — dont il copie Les Cribleuses de blé —, de Pierre Bonnard, de Pierre Laprade et de Félix Valloton. À Paris, il suit des cours  à l'École nationale supérieure des beaux-arts dès 1920 et réalise de nombreuses copies au musée du Louvre (Chardin et Rembrandt), le peintre fauviste Henry Ottmann lui achetant sa copie de la Bethsabée de Rembrandt. Il participe au Salon des indépendantsde 1925 et fait sa première exposition à la galerie du poète et dramaturge Charles Vildrac en 1927.

### La première période algérienne
René Levrel est lauréat du prix Abd-el-Tif en 1928. Il séjourne à Alger à la villa Abd-el-Tif et se lie avec Étienne Bouchaud, Pierre-Eugène Clairin, Jean Launois et  Lucien Mainssieux. Il devient membre du comité de la Société des artistes orientalistes et également membre du jury Abd-El-Tif. Très attiré par le sud algérien, il se rend à Touggourt et circule en Algérie.

### Le groupe de Saint-Jean de Monts
Il revient en France en 1930. Il découvre la Vendée et Saint-Jean-de-Monts, où il retournera de nombreuses fois. Il fait partie du groupe de Saint -Jean de monts. Ce bourg adossé au marais vendéen se double d'une petite station balnéaire. Sa lumière, sa simplicité, son immense plage de sable, sa forêt de pins et son arrière pays avec ses canaux, les traditions de ses habitants, les " maraîchins" ont attiré plusieurs générations de peintres. Arnaud Lepère (1849-1918) et Charles Milcendeau ont été les pionniers de ces artistes. Une seconde vague a été accueillie dans les années 1920 et 1930 par des hôteliers locaux intéressés par la peinture mais également par des amateurs d'art et des collectionneurs. Parmi les anciens pensionnaires de la villa Abd-el-Tif  œuvrant à Saint-Jean-de-Monts figurent René Levrel, Albert Pommier, Eugène Corneau, Pierre-Eugène Clairin et Jean Chabot.
René Levrel réalise une fresque monumentale pour l'Exposition universelle de 1937 pour le pavillon des États pontificaux.

### Un peintre de Paris membre de l'école de Paris
Pour des raisons professionnelles, il suit son épouse, sœur de l’homme politique Pierre Abelin — ministre sous les Quatrième et la Cinquième Républiques — à Douai puis à Aix-en-Provence. Ce dernier séjour dans le Midi inspire plusieurs de ses huiles et de ses aquarelles (Corse, Marseille, Provence, La Sainte Victoire). En 1942, il s’installe définitivement à Paris et habite 27, quai de la Tournelle derrière le chevet de Notre-Dame et face à l’île Saint-Louis. De son atelier, il peint comme Albert Marquet de nombreux tableaux ayant pour objet la Seine et les ponts parisiens (Pont neuf, pont Marie, pont de la Tournelle, pont de l'Île Saint-Louis). Il consacre également nombre de ses toiles au palais du Louvre, à l’hôtel de la Monnaie, à l'Île Saint-Louis, à l’Institut, à Notre Dame, au Jardin des Plantes.
Le catalogue de l’exposition de son œuvre élaboré par les musées de Vendée en 1992 décrit ainsi le style de ses tableaux parisiens : « C’est dans son atelier parisien que Levrel réalisera à côté des aquarelles faites sur le vif lors de ses déplacements de grands formats à l’huile où il se sent particulièrement à l’aise. Il devient au fil des années l’un des artistes qui a su le mieux traduire la vie parisienne. Il affectionne les boulevards peuplés de multiples passants, les places et tous lieux caractéristiques de la capitale : c’est tantôt la grisaille morne du métro, qu’il présentera lors de l’exposition organisée pour le bi millénaire de la ville de Paris, la sortie nocturne de l’Opéra ou les vitrines illuminées de la Samaritaine, également les toiles du Jardin des plantes ou les bords de Seine plus particulièrement le quai de la Tournelle. »
Cette analyse rejoignait celle faite seize ans plus tôt par le conservateur du musée des Beaux-Arts de Nantes, dans sa préface au catalogue de la rétrospective de l’œuvre de René Levrel : « Levrel est ainsi l’un des meilleurs peintres de la Seine et du Paris quotidien, un Paris qu’il traite avec toute la liberté du poète (Il ne compte pas les fenêtres) et chaque fois le jeu du pinceau, la recherche de la pâte toujours variée montrent combien l’artiste aborde chaque toile avec un œil neuf. »
René Levrel se rattache au courant de l'École de Paris. Gérald Schurr situant René Levrel « dans le courant de l'entre-deux-guerres dont la richesse a été longtemps occultée par une avant-garde tapageuse », le présente ainsi en 1983 : « René Levrel figure parmi ces artistes foncièrement indépendants, ces peintres inclassables dont l’expressionnisme naturel semble fortement marqué par la virulence des Fauves. Mais son attachement aux valeurs traditionnelles canalise sa fougue, la maîtrise dans une composition toujours bien cadencée. »

### La seconde période algérienne
Il retourne en Algérie en 1953 comme boursier du Gouvernement général pour les territoires du Sud et y rejoint Étienne Bouchaud à Laghouat. Il trouve son inspiration dans les paysages algériens, dans des scènes d’Alger et de villages, dans les ruines romaines de Tipaza. En 1957, il réalise avec Étienne Bouchaud deux panneaux décoratifs pour la salle de réception du commandant du Penthièvre II, pinardier reliant Oran à Nantes.

### Un peintre de la mer et de la campagne
Bien qu'ayant séjourné en Algérie et ayant voyagé dans le pourtour méditerranéen, sa palette est claire obscure. Mais c’est aussi un  grand aquarelliste.
En France, ses pas le mènent en Anjou (Champtoceaux), en Bretagne à la fin des années 1940 et en 1954 (Bénodet, Douarnenez, Telgruc) ainsi qu’à l'Île d'Yeu, en Charentes, dans le Dauphiné (La Ville de Paris lui achète en 1934 sa toile Printemps dans le Dauphiné), dans les Alpes de Haute-Provence, dans le Poitou, en Seine-et-Marne et en Vendée. Comme le relève le catalogue de l’exposition du Puy–du-Fou de 1992 dédiée à son œuvre : « On retrouve au travers de ces œuvres ses sujets de prédilection : ciels assombris d’orage, recherche d’effets nocturnes, eaux calmes des rivières et des fleuves, L’ensemble est empreint de cette mélancolie qui transparaît souvent tout au long de l’œuvre de Levrel ».
Il acquiert en 1962 un prieuré dans une petite commune sarthoise, Pruillé-l'Éguillé, dont il fera sa résidence secondaire jusqu’à sa disparition en 1981. Ses séjours sarthois nourrissent une partie de l’œuvre de la fin de sa vie, à travers la description de  la campagne, au fil des saisons. Il retrace la vie rurale de cette époque dans des toiles fortes et colorées représentant des vergers, les moissons, la forêt, les travaux des champs, les animaux et des scènes de fêtes villageoises.

### Des sujets européens
Au cours des années 1950 et 1960, il est également conduit à voyager en Angleterre (Londres), en Écosse, en Espagne (Avila, Séville), en Italie (Florence et Toscane, Naples, Rome, Venise) et aux Pays–Bas (Amsterdam). Il ramène de ses voyages de nombreuses aquarelles et huiles : « Les œuvres réalisées lors de ces déplacements sont constituées par des pochades à l’aquarelle d’une grande virtuosité mais également par des grandes toiles réalisées en atelier à partir des notes prises. »
Il ne délaisse pas le genre de la nature morte comme en témoignent ses bouquets de fleurs ou ses plats culinaires.

### Le graveur
À côté de nombreuses huiles et aquarelles, Levrel laisse un œuvre gravé puisant son inspiration dans des sujets variés, tels que les quais de Seine, le Jardin des plantes, le marais vendéen, les environs de Nantes ou des scènes de jardin. Il ne néglige pas non plus la lithographie. Il illustre ainsi de 34 lithographies l’ouvrage de Jean Giono Naissance de l’Odyssée édité en 1959 chez Les amis du Livre moderne et tiré à 180 exemplaires.

## Expositions
- Salon des indépendants, Paris, 1925, 1930[3].
- Salon des Tuileries, Paris, 1926, 1943.
- Galerie Charles Vildrac, Paris, 1926.
- Exposition artistique de l'Afrique française, Nantes, 1931.
- Galerie Rodrigues-Henriques, Paris, 1932.
- Galerie Mignon-Massart, Nantes 1930, 1936,1943,1947,1951,1953,1955, 1956 ,1959,1961, 1962, 1963,1964,1967, 1970,1971,1974 et 1981.
- 7e exposition de l'Afrique française. Émile Bouneau, André Hambourg, René Levrel, Edy Legrand, Albert Marquet, Roger Nivelt, musée des Arts décoratifs, Paris, 1935.
- Galerie Marcel Bernheim, Paris, 1937, 1952.
- Galerie Pelletan-Helleu, Paris, 1944.
- Galerie André Maurice, Paris, 1949, 1958, 1959, 1960,1963.
- Salon d’automne, Paris, 1950, 1954, 1969, 1971, 1980.
- Galerie Charpentier, Paris, 1963.
- Galerie Vendôme, Paris, 1964.
- Peintres de la Bretagne de Gauguin à nos jours, musée de Limur, Vannes, juillet-septembre 1964.
- Galerie Katia Granoff, Paris, 1965, 1970 et 1973.
- Galerie Durand-Ruel, Paris, 1969.
- Musée des beaux-arts de Nantes, juillet 1970, juin-septembre 1978 (Rétrospective).
- Salon du cercle des beaux-arts, Nantes, 1972.
- Palais des congrès, Saint Jean-de-Monts, 1975, 1976, juillet-septembre 1977 (Rétrospective) et 1979.
- Galerie Nathalie Norabat, Paris, 1977.
- Peintres en liberté, Pruillé-l'Éguillé, avril 1981[4].
- Galerie Jacqueline Deshayes, Nantes, 1986.
- Rétrospective René Levrel, château du Puy-du-Fou, Les Épesses, Vendée, mai-juin 1992.
- De Bonnard à Baselitz, dix ans d'enrichissements du cabinet des estampes, Bibliothèque nationale de France, Paris, 1992[5].

## Vente publique
- Solanet, Godeau et Audap, commissaires-priseurs, vente de l'atelier René Levrel, hôtel Drouot, Paris, 19 décembre 1983[1].

## Réception critique
- « Dès 1928, la lumière d'Orient apporte à sa touche une liberté nouvelle, un chromatisme chaleureux. Toutes ses compositions s'animent désormais de personnages dont les silhouettes campées avec certitude s'intègrent parfaitement dans un paysage comme ramassé sur lui-même pour sauvegarder son unité : ses portraits, ses scènes d'intérieur, ses natures mortes, témoignent de ce même souci de concentration interne. Un autre visage de l'œuvre de Levrel : les quais. Une grande part de ses toiles se consacre à ceux d'Amsterdam, de Dordrecht, de Londres, de Paris surtout qu'il domine de son atelier du quai de la Tournelle : le peintre nuance alors sa palette de tons subtils qui transposent avec une acuité rare la lumière argentée des bords de Seine. » - Gérald Schurr[1]

## Collections publiques

### Algérie
- Musée national des Beaux-Arts d'Alger.
- Musée national Zabana d'Oran.

### France
- Musée Albert-André de Bagnols-sur-Cèze.
- Musée de Cambrai.
- Musée de Tessé, Le Mans. La fanfare de Pruillé-l'Eguillé
- Historial de la Vendée, Les Lucs-sur-Boulogne, L'hôtel de la plage, peinture.
- Musée des Beaux-Arts de Nantes[6].
- Château de Noirmoutier, Le quai Cassard à Noirmoutier, aquarelle 22x30cm.
- Musée Sainte-Croix, Poitiers.
- Musée des Beaux-Arts Denys-Puech, Rodez[6].
- département des estampes et de la photographie de la Bibliothèque nationale de France, Paris, La Galerie d'Apollon, vers 1979, lithographie[5].
- Musée d'Art moderne de la ville de Paris.
- Fonds national d’art contemporain, Puteaux.
- Ville de Saint-Jean-de-Monts et département de la Vendée.
- Centre de découverte du marais breton vendéen.
- Société nantaise des chargeurs de l'Ouest, La Vigne et le vin en Pays nantais, 1957, fresque, cargo Penthièvre II.

### Tunisie
- Musée de Tunis.

## Collections privées et archives
- Collections privées: Allemagne, Etats-Unis, France, Royaume-Uni, Suisse, Venezuela
- Archives départementales de Loire-Atlantique (fonds coté 356 J).

## Distinctions
- Chevalier de la Légion d'honneur

### Ouvrages
- René Levrel, Genève, Éditions Pierre Cailler, collection « Les cahiers d'art. Documents », 1957.
- Louis-Eugène Angeli, Une maison algérienne des artistes, La villa Abd-El-Tif, Editions de l'Office algérien d'action économique et touristique, 40-42 rue d'Isly, Alger, Décembre 1957.
- Jacques Lethève et Françoise Gardy, Inventaire du fonds français avant 1800, tome quatorzième, Bibliothèque nationale - Département des estampes, Paris, 1967 (consulter en ligne, pp. 271-272).
- Christophe Vital, Le groupe de Saint-Jean-de-Monts. Deux générations d'artistes dans le marais vendéen, 1892-1950, Somogy éditions d'art, 2000,1ère édition, 2005,2 ème édition.
- Pierre-Eugène Clairin et François Villatte, René Levrel, Ville de Saint-Jean-de-Monts, Imprimerie Sitol, Olonne-sur-Mer, 1977.
- René Levrel, Éditions du Musée des beaux-arts de Nantes, 1978.
- Gérald Schurr, Le Guidargus de la peinture, Les Éditions de l'Amateur, 1981.
- Gérald Schurr, Catalogue de l'atelier René Levrel, Solanet, Godeau et Audap, commissaires-priseurs à Paris, 19 décembre 1983.
- Christophe Vital, René Levrel, Éditions du Conseil général de Vendée, 1992.
- Patrick-F. Barrer, L'histoire du Salon d'automne de 1903 à nos jours, Arts et Images du Monde, 1992.
- Françoise Woimant, Marie-Cécile Miessner et Anne Mœglin-Delcroix, De Bonnard à Baselitz, estampes et livres d'artistes, BnF, 1992.
- Élisabeth Cazenave, la Villa Abd El Tif, un demi-siècle de vie artistique en Algérie, 1907-1962, 1998, Association Abd el Tif, Prix Algérianiste 1999,  (ISBN 2-9509861-1-0).
- Emmanuel Bénézit, Dictionnaire des peintres, sculpteurs, dessinateurs et graveurs, Gründ, 1999.
- Jean-Pierre Delarge, Dictionnaire des arts plastiques modernes et contemporains, Gründ, 2001 (lire en ligne).
- Archives nationales, F21/4237.
- Ursula Hasler  Roumois, Die schiere Wahrheit, Limmat Verlag, 2021 Zürich, la couverture de ce roman policie écrite par une romancière suisse et qui se déroule à Saint-Jean-de-Monts reproduit le tableau de l'hôtel de la plage exposé au musée d'histoire de la Vendée et figurant ci-dessus.

### Articles de presse
- George Besson, « René Levrel », Les Lettres françaises, n°915, 22 février 1962
- Articles dans Beaux-arts, Journal de l’amateur d’art, Le Concours médical,  "Le Génie médical'", [Le Figaro]]," Le Figaro littéraire", " La Galerie des arts",  "L'Humanité",  L’information," Le Monde", "Les Nouvelles littéraires", "Ouest France", 'Le Peintre, Presse Océan, " Le télégramme de Brest"[réf. incomplète], La résistance de l'ouest